# بلدية سميلتين
بلدية سميلتين هي بلدية في لاتفيا، بلغ عدد سكانها 12٬290  نسمة، في 2017، تبلغ مساحتها 949 كيلومتر مربع.